# Kupfer(II)-selenid
Kupfer(II)-selenid ist eine anorganische chemische Verbindung des Kupfers aus der Gruppe der Selenide.

## Vorkommen
Kupfer(II)-selenid kommt natürlich in Form des Minerals Klockmannit vor.

## Gewinnung und Darstellung
Kupfer(II)-selenid kann durch peritektische Zersetzung von Kupferdiselenid CuSe2 (Kruťait) gewonnen werden.

## Eigenschaften
Kupfer(II)-selenid ist ein schwarzer Feststoff, der unlöslich in Wasser ist. Er ist löslich in Chlorwasserstoff unter Selenwasserstoffentwicklung und löslich in Schwefelsäure mit Schwefeldioxidentwicklung. Er wird durch Salpetersäure zu Kupfer(II)-selenit CuSeO3 oxidiert. Kupfer(II)-selenid kommt in drei Modifikationen vor. Die bei Raumtemperatur vorliegende α-Form besitzt eine hexagonale Kristallstruktur vom Klockmannit-Typ mit der Raumgruppe P63/mmc (Raumgruppen-Nr. 194) und ist isotyp zu der von Kupfer(II)-sulfid, die ab 51 °C vorliegende β-Form besitzt eine orthorhombische Kristallstruktur und die ab 157 °C vorliegende γ-Form wieder eine hexagonale Kristallstruktur mit der Raumgruppe P63/mmc (Nr. 194).

## Verwendung
Kupfer(II)-selenid wird als Halbleiter und als Katalysator beim Kjeldahlaufschluss verwendet.